# 東京都立第二商業高等学校
東京都立第二商業高等学校（とうきょうとりつ だいにしょうぎょうこうとうがっこう）は、かつて東京都八王子市台町にあった東京都立商業高等学校。全日制課程は2007年（平成19年）3月末、夜間定時制課程は2010年（平成22年）3月末に統合されて閉校となった。通称は「二商（にしょう）」。

## 概要
2006年（平成18年）度までは全日制課程、定時制課程から構成されていた。
全日制課程は2006年（平成18年）度を最後に八王子工業高等学校と統合し、八王子工業高校の校地で「八王子桑志高等学校」となった。
第二商業高校の校地では、本校の定時制課程と周辺の高校の定時制を統合し、八王子拓真高等学校が開校された。

## 沿革
- 1920年（大正9年） - 東京府立第二商業学校として創設。
- 1944年（昭和19年） - 東京都立多摩工業学校を併設。（1962年に設立された東京都立多摩工業高等学校とは関係ない）
- 1945年（昭和20年） - 八王子空襲により焼失。市立第八国民学校などで分散事業を行う。
- 1946年（昭和21年） - 多摩工業学校廃止。
- 1950年（昭和25年） - 東京都立第二商業高等学校と改称。
- 1953年（昭和28年） - 上野町から台町の現在地に移転。
- 2007年（平成19年）
  - 3月 - 全日制課程が閉課。
  - 4月 - 定時制課程の募集中止。
- 2010年（平成22年）3月 - 定時制課程が閉課。

## アクセス
- JR中央線西八王子駅 徒歩8分。

## 学園祭
- 「二商祭」と称し、体育祭は10月上旬、文化祭は11月上旬に行われていた。

## 著名な出身者
- 中条静夫（俳優）
- 南原宏治（俳優）
- 東山明美（女優）
- せきぐちあいみ（VRアーティスト、文化人、タレント）
- 中村忠（一橋大学名誉教授・元日本簿記学会会長）
- 佐戸英三郎（山梨学院大学名誉教授・税理士・会計士補・司法書士）
- 野口正一（東北大学名誉教授・元情報処理学会会長）
- 横田宗（特定非営利活動法人ACTION代表）